# I-d диаграмма влажного воздуха
I—d-диаграмма влажного воздуха — диаграмма, широко используемая в расчетах систем вентиляции, кондиционирования, осушки и других процессов, связанных с изменением состояния влажного воздуха.

## История появления
I—d-диаграмма впервые была составлена в 1918 году советским инженером-теплотехником Рамзиным, а в 1923 году этот же подход использовал немецкий теплотехник Молье, поэтому диаграмму свойств влажного воздуха в координатах удельная энтальпия — влагосодержание называют ещё либо диаграммой Рамзина, либо диаграммой Рамзина — Молье.

## Описание диаграммы
I—d-диаграмма влажного воздуха графически связывает все параметры, определяющие тепловлажностное состояние воздуха: энтальпию, влагосодержание, температуру, относительную влажность, парциальное давление водяных паров.
Диаграмма построена в косоугольной системе координат, что позволяет расширить область ненасыщенного влажного воздуха и делает диаграмму удобной для графических построений.
По оси ординат диаграммы отложены значения энтальпии I, кДж/кг сухой части воздуха, по оси абсцисс, направленной под углом 135° к оси I, отложены значения влагосодержания d, г/кг сухой части воздуха. Поле диаграммы разбито линиями постоянных значений энтальпии I = const и влагосодержания d = const. На него нанесены также линии постоянных значений температуры t = const, которые не параллельны между собой — чем выше температура влажного воздуха, тем больше отклоняются вверх его изотермы.
Кроме линий постоянных значений I, d, t, на поле диаграммы нанесены линии постоянных значений относительной влажности воздуха φ = const.
В нижней части I—d-диаграммы расположена кривая, имеющая самостоятельную ось ординат. Она связывает влагосодержание d (паровая грузоподъемность), г/кг, с упругостью водяного пара pп, кПа. Ось ординат этого графика является шкалой парциального давления водяного пара pп.